# Tour Alto
Tour Alto ist der Name eines Wolkenkratzers im Pariser Vorort Courbevoie in der Bürostadt La Défense. Der Baubeginn erfolgte im Jahr 2016. Fertiggestellt wurde das Hochhaus im Jahr 2020. Der Wolkenkratzer verfügt über 51.200 m², verteilt auf 38 Etagen.
Der Büroturm ist mit der Métrostation La Défense und dem Bahnhof La Défense an den öffentlichen Nahverkehr im Großraum Paris angebunden.